# Леверано
Леверано (итал. Leverano) — коммуна в Италии, располагается в регионе Апулия, в провинции Лечче.
Население составляет 14 177 человек (2008 г.), плотность населения составляет 295 чел./км². Занимает площадь 48 км². Почтовый индекс — 73045. Телефонный код — 0832.
Покровителем населённого пункта считается святой San Rocco.

## Демография
Динамика населения:

## Администрация коммуны
- Официальный сайт: http://www.comune.leverano.le.it/